# Fanny de Beauharnais
Fanny de Beauharnais, född Marie-Anne-Françoise Mouchard i Paris 4 oktober 1737, död 2 juli 1813, var en fransk intellektuell, pjäsförfattare och salongsvärd. Hon var ledamot i de litterära akademierna Académie des Arcades och Académie de Lyon. 

## Biografi
Fanny de Beauharnais var dotter till skatteförpaktaren i Champagne, François-Abraham-Marie Mouchard, och Anne-Louise Lazure. Fanny var gift med greve Claude de Beauharnais, mor till politikern Claude de Beauharnais och farmor till Stéphanie de Beauharnais. Hennes man var farbror till Alexandre de Beauharnais, som var den första maken till kejsarinnan Josephine.
Fanny de Beauharnais gifte sig 1754 och separerade 1761 från maken. Hon skrev tidigt verser, och efter separationen flyttade hon till Paris, där hon ägnade sig åt sina litterära intressen. 
Fanny de Beauharnais litterära salong i Hotel d'Entragues på rue de Tournon blev populär bland författare och räknade Nicolas Restif de la Bretonne, Claude Joseph Dorat och Michel de Cubières-Palmézeaux bland gäster och älskare. Hon skulle sedan komma att ha en livslång relation med Michel de Cubieres. År 1788 hade den kontroversiella och illegala pjäsen Charles IX av Marie-Joseph Chénier premiär i hennes salong, något som bröt mot censuren och orsakade en politisk kontrovers. Hon valdes 1782 till associé och 1790 till ordinarie ledamot i Académie de Lyon.
Under franska revolutionen 1789 blev hon tillfälligt arresterad, och tillbringade en tid i Lyon, men återvände snart till Paris. År 1792 lät hon Michel de Cubieres läsa upp en offentlig hyllning till stöd för Olympe de Gouges på Palais-Royal. Fanny de Beauharnais lämnade inte Frankrike under skräckväldet 1793–1794 och undvek personlig fara genom sina kontakter och sin vänskap med vissa jakobinskt sinnade konstnärer och politiker, särskilt Michel de Cubieres.

## Verk
- Mélanges de poésies fugitives et de prose sans conséquence (Paris, 1772, 2 vol. in-8°), poesi
- Lettres de Stéphanie, (Paris, 1773, in-8°), roman
- l’Abailard supposé, (Paris, 1780, in-8°), roman
- l’Île de la Félicité, (1801, in-8°), filosofiskt poem
- le Voyage de Zizi et d’Azor (1811, in-8°), poem